# Théories du complot dans le monde arabe
Les théories du complot sont une caractéristique courante de la culture et de la politique arabes.  
Le professeur Matthew Gray écrit qu'elles « sont un phénomène courant et populaire ». « Le complot est un phénomène important pour comprendre la politique arabe au Moyen-Orient… ».  Les variantes incluent les complots impliquant le colonialisme occidental, l'antisémitisme islamique, l'antisionisme, les superpuissances, le pétrole et la guerre contre le terrorisme,,,, qui est souvent appelée dans les médias arabes une « guerre contre l'Islam »,,. Roger Cohen rapporte que la popularité des théories du complot dans le monde arabe est « le refuge ultime des impuissants », et Al-Mumin Saïd note le danger de telles théories en ce qu'elles « nous éloignent non seulement de la vérité mais aussi d'affronter nos défauts et nos problèmes… ». La propagation du complot antisémite et antisioniste dans le monde arabe et au Moyen-Orient a connu un essor extraordinaire depuis le début de l'ère Internet. 
Gray souligne que les complots réels tels que le complot de 1956 pour prendre le contrôle du canal de Suez encouragent la spéculation et la croyance en des complots imaginaires.  Après la Guerre des Six jours de 1967 qui a entraîné une défaite arabe décisive, les théories du complot ont commencé à gagner du terrain dans le monde arabe. La guerre a été perçue comme une conspiration d'Israël et des États-Unis – ou son contraire : un complot soviétique visant à faire entrer l'Égypte dans la sphère d'influence soviétique.  Thomas Friedman note les nombreuses théories du complot concernant la guerre civile libanaise. Elles « étaient généralement les théories du complot les plus invraisemblables et les plus folles que l'on puisse imaginer… Les Israéliens, les Syriens, les Américains, les Soviétiques ou Henry Kissinger - n'importe qui sauf les Libanais - dans les complots les plus élaborés pour perturber l'état naturellement tranquille du Liban. »

## Complots juifs
La Ligue anti-diffamation répertorie les théories de complots sionistes, notamment la propagation de poisons (janvier 1995, Al-Ahram), la propagation du SIDA (Al-Shaab), les rituels sanguinaires (juin 1995, Al-Ahram), menant une conspiration internationale contre l'Islam (mars 1995, Al-Ahram ), et la création du mythe de l'Holocauste (décembre 1995 – février 1996, Egyptian Gazette). 
Ces théories tiennent les Juifs pour responsables du meurtre des présidents américains Abraham Lincoln et John F. Kennedy, et des révolutions française et russe.  Les sionistes sont perçus comme une menace pour le monde.  Une théorie largement répandue après les attentats du 11 septembre a désigné pour instigateur Israël et le Mossad,,,.
Les Protocoles des Sages de Sion, un canular tristement célèbre prétendant être un plan juif pour la domination mondiale, est couramment lu et promu dans le monde musulman,,.
Les théoriciens du complot dans le monde arabe ont affirmé que le chef de l'État islamique, Abu Bakr al-Baghdadi était en fait un agent et acteur israélien du Mossad appelé Simon Elliot. Les rumeurs prétendent que des documents de la NSA divulgués par Edward Snowden révèlent cette connexion. L'avocat de Snowden a qualifié l'histoire de "canular",,.
Au début de 2020, selon les rapports du Middle East Media Research Institute (MEMRI), de nombreux articles dans la presse arabe ont accusé les États-Unis et Israël d'être à l'origine de la création et de la propagation de la pandémie mortelle de COVID-19 dans le cadre d'une crise économique et d'une guerre psychologique contre la Chine. Un article du quotidien saoudien Al-Watan a affirmé que ce n'était pas un hasard si le coronavirus était absent des États-Unis et d'Israël, bien que les États-Unis aient eu au moins 12 cas confirmés. Les États-Unis et Israël ont également été accusés de créer et de propager d'autres maladies, notamment Ebola, Zika, le SRAS, la grippe aviaire et la grippe porcine, par le biais de la maladie du charbon et de la vache folle. 

### Théories du complot liées aux animaux
Les théories du complot liées aux animaux impliquant Israël sont prédominantes, alléguant l'utilisation d'animaux par Israël pour attaquer des civils ou pour mener des activités d'espionnage. Ces complots sont souvent rapportés comme la preuve d'un complot sioniste ou israélien. Les exemples incluent les attaques de requins en décembre 2010 en Égypte et la capture en 2011 en Arabie saoudite d'un vautour fauve bagué portant un dispositif de localisation par satellite venant d'Israël,. 
Dans le The Times, James Hider a lié les réponses à l'incident du requin avec celles de l'incident du vautour et a attribué les réactions dans les pays arabes à « la paranoïa parmi les ennemis d'Israël et ses amis nominaux », ajoutant que « les preuves que le Mossad utilise des animaux sont rares ».
Gil Yaron du Toronto Star écrit que « de nombreux animaux servent sans aucun doute dans l'armée et les services de sécurité israéliens : les chiens reniflent les bombes et l'alpaga aide les alpinistes à porter leurs charges [...] mais les récits sur l'utilisation de requins, d'oiseaux, de rongeurs ou, comme on l'a également prétendu, d'insectes au service des militaires sont plus le fruit de l'imagination que la réalité. »

## Complots américains

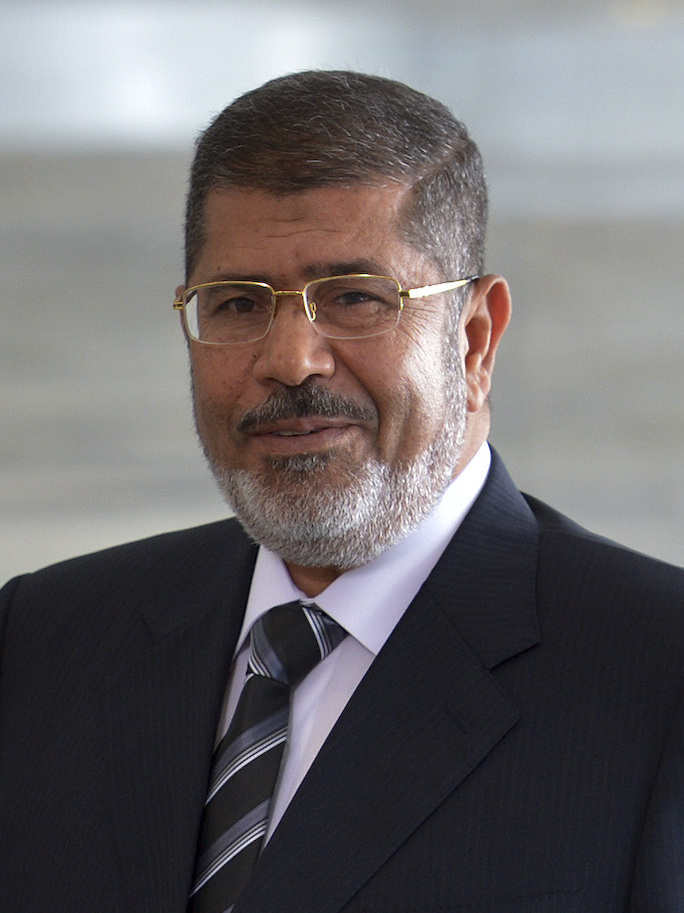
Différents groupes d'Egyptiens ont accusé les États-Unis de soutenir et de s'opposer à Mohamed Morsi.

À la suite de l'élection présidentielle égyptienne de 2012, une chaîne de télévision égyptienne déclare que le gouvernement des États-Unis et le conseil militaire au pouvoir en Égypte ont truqué les élections en faveur du candidat des Frères musulmans Mohammed Morsi.  Cette théorie est considérée comme à l'origine d'une attaque de tomates et de chaussures, le 15 juillet 2012, par des manifestants coptes égyptiens sur le cortège du secrétaire d'État américain en visite,. L'opinion répandue selon laquelle l'Amérique conspirait pour soutenir Morsi a incité le président Barack Obama à noter que les théories du complot abondent, alléguant à la fois le soutien américain pour et contre Morsi,,,. La montée de l'État islamique a donné lieu à des théories du complot selon lesquelles il aurait été créé par les États-Unis, la CIA, le Mossad ou Hillary Clinton,. La même chose s'est produite après la montée de Boko Haram,.  
Les théoriciens du complot dans le monde arabe ont avancé des rumeurs selon lesquelles les États-Unis seraient secrètement derrière l'existence et l'engouement de l'État islamique d'Irak et du Levant, dans le cadre d'une tentative de déstabiliser davantage le Moyen-Orient. Après la diffusion de telles rumeurs, l'ambassade des États-Unis au Liban a publié une déclaration officielle en niant les allégations, les qualifiant de fabrication complète.

## Le complot de la "guerre contre l'islam"
La « guerre contre l'islam », également appelée « attaque contre l'islam », est un récit de théorie du complot dans le discours islamiste pour décrire une prétendue conspiration visant à nuire, affaiblir ou anéantir le système sociétal de l'islam, en utilisant des moyens militaires, économiques, les moyens sociaux et culturels. Les auteurs du complot seraient des non-musulmans, notamment du monde occidental et de « faux musulmans », prétendument de connivence avec des acteurs politiques du monde occidental. Alors que le récit contemporain de la théorie du complot de la « guerre contre l'islam » couvre principalement les problèmes généraux des transformations sociétales dans la modernisation et la sécularisation ainsi que les problèmes généraux de la politique internationale du pouvoir parmi les États modernes, les croisades sont souvent racontées comme son prétendu point de départ.

## Autres complots
Après la chute de Morsi, les théories du complot xénophobes ont ciblé les Palestiniens et les réfugiés syriens dans le cadre d'un complot visant à ramener les Frères musulmans au pouvoir. Les partisans pro-Morsi accusent les Saoudiens et les Emiratis dans le cadre d'une contre-conspiration. 
Une théorie du complot courante concerne les marques de boissons gazeuses Coca-Cola et Pepsi, selon lesquelles les boissons contiennent délibérément du porc et de l'alcool et leurs noms véhiculent des messages pro-israéliens et anti-islamiques,,.

## Voir également
- Théories du complot juif